# Fritidsbåtsmuseet
Fritidsbåtsmuseet är ett svenskt sjöhistoriskt museum. Det grundades i Härnösand 2017 i den tidigare Tobaksmonopolets byggnad. 15 av de drygt 20 båtarna som visas upp kommer från Sjöhistoriska museets samling. Fritidsbåtsmuseet har tillkommit genom samarbete mellan Statens maritima museer, Länsmuseet Västernorrland i Härnösand och Härnösands kommun.

## Utställda båtar i urval
- Mini-Star, eller Juvelen, petterssonbåt, byggd av Dockstavarvet 1935 efter ritningar av C.G. Pettersson,7,5 meter lång och 1,75 meter bred
- Campingbåt med utombordsmotor, byggd av Olle Sundin på Dockstavarvet förmodligen 1940–1941, ritad av C.G. Pettersson, 5,5 meter lång
- Snäckan, konstruerad av August Plym, 5,8 meter lång